# Frans van der Veen
Franciscus Christian van der Veen, detto Frans (Almelo, 25 marzo 1919 – 4 maggio 1975), è stato un calciatore olandese, di ruolo attaccante.